# Nanto (Toyama)
Nanto (南砺市 -shi) é uma cidade japonesa localizada na província de Toyama.
Em 2000 a cidade tinha uma população estimada em 60 182 habitantes e uma densidade populacional de 89,98 h/km². Tem uma área total de 668,86 km².
Recebeu o estatuto de cidade a 1 de Novembro de 2004.

## Cidades-irmãs
- Handa, Japão
- Musashino, Japão
- Tonosho, Japão
- Shaoxing, China